# Interparfums
Interparfums es una empresa francesa que cotiza en Euronext Paris, que fabrica y distribuye perfumes de prestigio.

## Historia
La empresa fue creada en 1982 por Philippe Bénacin y Jean Madar. La empresa se desarrolló primero en el mercado de la perfumería de masas con el diseño y la distribución de eau de toilette asequibles antes de, a principios de los años 90, centrar su actividad en el nicho de la perfumería selectiva.
En 1993, la firma de un acuerdo de licencia de perfumes con la marca inglesa Burberry fue el primer paso de esta estrategia destinada a construir una cartera de marcas internacionales como Karl Lagerfeld, marcas de prêt-à-porter (Lanvin), alta joyería (Van Cleef & Arpels, Boucheron) o accesorios (ST Dupont, Montblanc, Jimmy Choo, Repetto para el otoño de 2013) siempre en el mundo de los perfumes y la cosmética.
Desde abril de 2013, tras las conversaciones entre la empresa británica e Interparfums, la marca Burberry, que representaba la mitad de la facturación de Interparfums, ha sido transferida a BPI (Beauté Prestige International), una filial de Shiseido.
En marzo de 2015, Interparfums adquirió Rochas, una filial de Procter & Gamble especializada en perfumes y moda, por 108 millones de dólares.
En abril de 2015, Interparfums firmó un acuerdo de licencia de explotación con la marca Coach.
En 2016, tras la adquisición de Balmain por parte de la sociedad de inversión Mayhoola, Interparfums decidió rescindir el acuerdo de licencia.
El 7 de junio de 2019, la marca Kate Spade New York e Interparfums anunciaron que habían firmado un acuerdo de licencia mundial exclusiva para los perfumes Kate Spade por un periodo de 11 años.
El 11 de junio de 2020, la marca Moncler e Interparfums anunciaron la firma de un acuerdo de licencia de perfumes, hasta el 31 de diciembre de 2026, con una posible prórroga de 5 años.
El 1 de julio de 2020, Interparfums adquirió el 25% del sitio web "origines-parfums.fr". EspañolQue se convertirá en MyOrigines para acelerar su desarrollo internacional.
En enero de 2021, el grupo Interparfums, que anteriormente estaba situado en el número 4 de la Rond-point des Champs-Élysées-Marcel-Dassault, en el distrito 8 de París, compró a APSYS el edificio del número 10 de la rue de Solférino (París), antigua sede histórica del Partido Socialista en el distrito 7 de París, y estableció allí su sede social.
Para el conjunto de 2021, Interparfums anunció un beneficio neto superior en un 40% respecto a 2019, el último año antes de la pandemia, por una cifra que se sitúa ahora en 71,1 millones de euros. Al año siguiente, el grupo Richemont, que concede varias licencias de marca a Interparfums, anunció que quería hacerse cargo del negocio de "belleza", lo que provocó una caída del precio de las acciones del fabricante.

## Actividades
Interparfums se especializa en la creación, fabricación y comercialización de perfumes. Interparfums distribuye sólo algunas líneas de cada una de las casas de perfumes.
Desglose de los ingresos de 2021 (560,8 millones de euros) por marca:
- Montblanc por 210,0 millones de euros o el 26,3% de las ventas totales en 2023
- Jimmy Choo por 205,6 millones de euros o el 25,7% de las ventas totales en 2023
- Coach por 187,4 millones de euros o el 23,5% de las ventas totales en 2023
- Lanvin por 48,3 millones de euros o el 6,0% de las ventas totales en 2023
- Rochas por 41,0 millones de euros o el 5,1% de las ventas totales en 2023
- Karl Lagerfeld por 25,5 millones de euros o el 3,2% de las ventas totales en 2023
- Van Cleef & Arpels por 24,5 millones de euros o el 3,0% de las ventas totales en 2023
- Kate Spade New York por 22,1 millones de euros o el 2,8% de las ventas totales en 2023
- Boucheron por 17,4 millones de euros o el 2,2% de las ventas totales en 2023
- Moncler por 12,0 millones de euros o el 1,5% de las ventas totales en 2023
- Otros por 4,7 millones de euros o el 0,7% de las ventas totales en 2023

El grupo ha dejado de producir perfumes para el gran consumo.
Otras marcas de prestigio como Christian Lacroix, Céline, Molyneux, Quiksilver/Roxy, Regine's, Burberry y Nickel que anteriormente eran propiedad del grupo ya no forman parte de la cartera.
Los productos se comercializan a través de más de 1.200 puntos de venta (perfumerías, cadenas franquiciadas, grandes almacenes) en Francia, a través de cerca de 250 empresas importadoras, aeropuertos y compañías aéreas a nivel internacional.
La facturación en 2011, con un aumento del 30%, es de 398 millones de euros. En 2012, la facturación aumentó un 12% y se situó en 445,5 millones de euros, pero se prevé que baje en 2013 tras la pérdida de la licencia de Burberry y a pesar de la firma de un largo contrato con Karl Lagerfeld. La facturación de 2017, que aumentó un 15%, se situó en 422 millones de euros. En 2017, Europa representa el 39,3% de la facturación de la empresa, seguida de América del Norte con el 28,1%.
La facturación de 2018, que aumentó un 8%, se situó en 455,3 millones de euros. El año siguiente, la facturación alcanzó los 484,3 millones de euros, un aumento del 6% en comparación con 2018.
Afectada por la crisis económica y sanitaria vinculada a la Covid-19, Interparfums lamenta para el primer semestre de 2020 una facturación que bajó drásticamente un 41,3% hasta los 139,3 millones de euros y un beneficio neto que bajó un 67% hasta los 8,9 millones de euros. La cancelación del dividendo de 2019 se decidió para permitir a la empresa mantener un alto nivel de caja.
La facturación de 2021, un 52,7% más que en 2020 y un 15,8% más que en 2019, es de 560,8 millones de euros.
La facturación de 2022, un 26% más que en 2021, es de 707 millones de euros.
La facturación de 2023, un 13% más que en 2022, es de 798,5 millones de euros.